# PKS Równe
PKS Równe (pełna nazwa: Policyjny Klub Sportowy Równe) – polski klub piłkarski z siedzibą w Równem. Klub rozegrał dwa sezony na drugim poziomie ligowym - w 1932 i 1933 występował w Klasie A Wołyńskiego OZPN. Klub został rozwiązany.

## Historia
Policyjny Klub Sportowy (PKS) został założony w Równem w 1929 roku. W 1931 PKS Równe wraz z PKS-em Łuck wywalczył awans do wołyńskiej Klasy A. W 1932 jako beniaminek zajął 4. miejsce, m.in. za Policjantami z Łucka. Kolejny sezon zakończył na ostatniej, ósmej pozycji i spadł z ligi.

## Sukcesy
- 4. miejsce w Klasie A Wołyńskiego OZPN: 1932[3]